# Víctor Machín Pérez
|  | No s'ha de confondre amb Víctor Añino Bermúdez. |

Víctor Machín Pérez (Las Palmas de Gran Canaria, Província de Las Palmas, 2 de novembre de 1989), conegut com a Vitolo, és un futbolista canari que juga com a migcampista ofensiu o extrem, generalment per l'esquerra.
Va començar la seva carrera amb la UD Las Palmas abans d'unir-se al Sevilla el 2013, on va guanyar tres vegades l'Europa League. Va fitxar amb l'Atlètic de Madrid el 2017, conquerint la mateixa competició en la seva primera temporada i sumant la posterior Supercopa.
Vitolo és internacional absolut amb la selecció espanyola des del 2015.

## Carrera esportiva

### Sevilla
El 2013 fitxà pel Sevilla FC per tres milions d'euros, procedent de la UD Las Palmas.
El 14 de maig de 2014, va jugar com a titular la final de l'Europa League que el Sevilla va guanyar al Benfica a Torí.
L'11 d'agost de 2015 va jugar, com a titular, al partit de la Supercopa d'Europa 2015, a Tbilisi, en què el Sevilla va perdre contra el FC Barcelona per 4 a 5.
El maig de 2016 va disputar com a titular el partit que va fer que el Sevilla guanyés la seva cinquena Lliga Europa, tercera consecutiva, a Sankt Jakob-Park, contra el Liverpool FC (3 a 1 pels sevillistes).

### Atlético de Madrid
El 12 de juliol de 2017, Vitolo va signar contracte amb l'Atlético de Madrid, per cinc anys. Malgrat això, a causa de la prohibició de fitxar que el club arrossegava, fou immediatament cedit a la UD Las Palmas fins al desembre. L'operació de traspàs va ser tensa entre el Sevilla FC i l'Atlético de Madrid, que va acabar pagant els gairebé 40 milions d'euros de la seva clàusula de rescissió.
El jugador va acabar la cessió el gener de 2018, i va marxar a l'Atlético. El 2 de gener de 2018 ja fou convocat pel tècnic Diego Simeone, conjuntament amb el també nou fitxatge Diego Costa per l'imminent partit de vuitens de final de Copa del Rei contra la UE Lleida. Vitolo va fer el seu debut competitiu amb l'Atlètic el 3 de gener de 2018, entrant com a substitut al minut 59 de Yannick Carrasco en la victòria per 4-0 contra el Lleida Esportiu a la Copa del Rei. Va marcar el seu primer gol al partit de tornada, una victòria per 3-0.
Considerat sobrer per l'entrenador Diego Simeone, Vitolo només va fer deu aparicions a la campanya 2020-21, en què l'equip va guanyar el seu primer campionat nacional en set anys. El 4 de juliol de 2021 va ser cedit al Getafe CF.
El juliol de 2022, encara propietat de l'Atlètic, Vitolo va tornar tant a la segona categoria com a jugador de la UD Las Palmas.

## Carrera internacional
El 20 de març de 2015, l'entrenador Vicente del Bosque va convocar per primera vegada l'exinternacional espanyol sub-19 Vitolo a la selecció sènior per a una eliminatòria per a la UEFA Euro 2016 contra Ucraïna. No va participar en el partit, una victòria per 1-0 al camp del seu club, l'estadi Ramón Sánchez Pizjuán, però va debutar en el següent partit, una derrota amistosa per 2-0 a l'Amsterdam Arena davant els Països Baixos, en què va entrar substituint Pedro a la mitja part.

## Palmarès
Sevilla FC
- 3 Lliga Europa de la UEFA: 2013-14, 2014-15 i 2015-16.

Atlético de Madrid
- 1 Lliga Europa de la UEFA: 2017-18.
- 1 Supercopa d'Europa: 2018.[22]
- 1 Lliga espanyola: 2020-21.